# Esteban Pérez Santana
Esteban Pérez Santana (* 1918; † 2007), auch bekannt unter dem Spitznamen „Poeta“, war ein mexikanischer Fußballspieler auf der Position eines Torwarts.

## Laufbahn
Pérez  bestritt das erste Spiel des  Club Deportivo Guadalajara in der 1943 eingeführten mexikanischen Profiliga und hütete in der Eröffnungssaison 1943/44 in 16 der insgesamt 18 Begegnungen das Tor seines Vereins. In den darauffolgenden Spielzeiten 1944/45 und 1945/46 verlor Pérez seinen Stammplatz an den späteren Nationaltorhüter Salvador Mota, kam aber 1944/45 zu 8 (von 24 möglichen) und 1945/46 zu 6 (von 30 möglichen) Einsätzen. In der Saison 1946/47 rutschte Pérez auf den dritten Platz bei der Torhüterwahl zurück und kam in den insgesamt 28 Punktspielen nur noch zu 3 Einsätzen. Während Salvador Mota 16 Spiele bestritt, hütete Neuzugang Antonio Aguilera „Catinflas“ neunmal das Tor.